# Mistrovství světa juniorů v atletice 2010

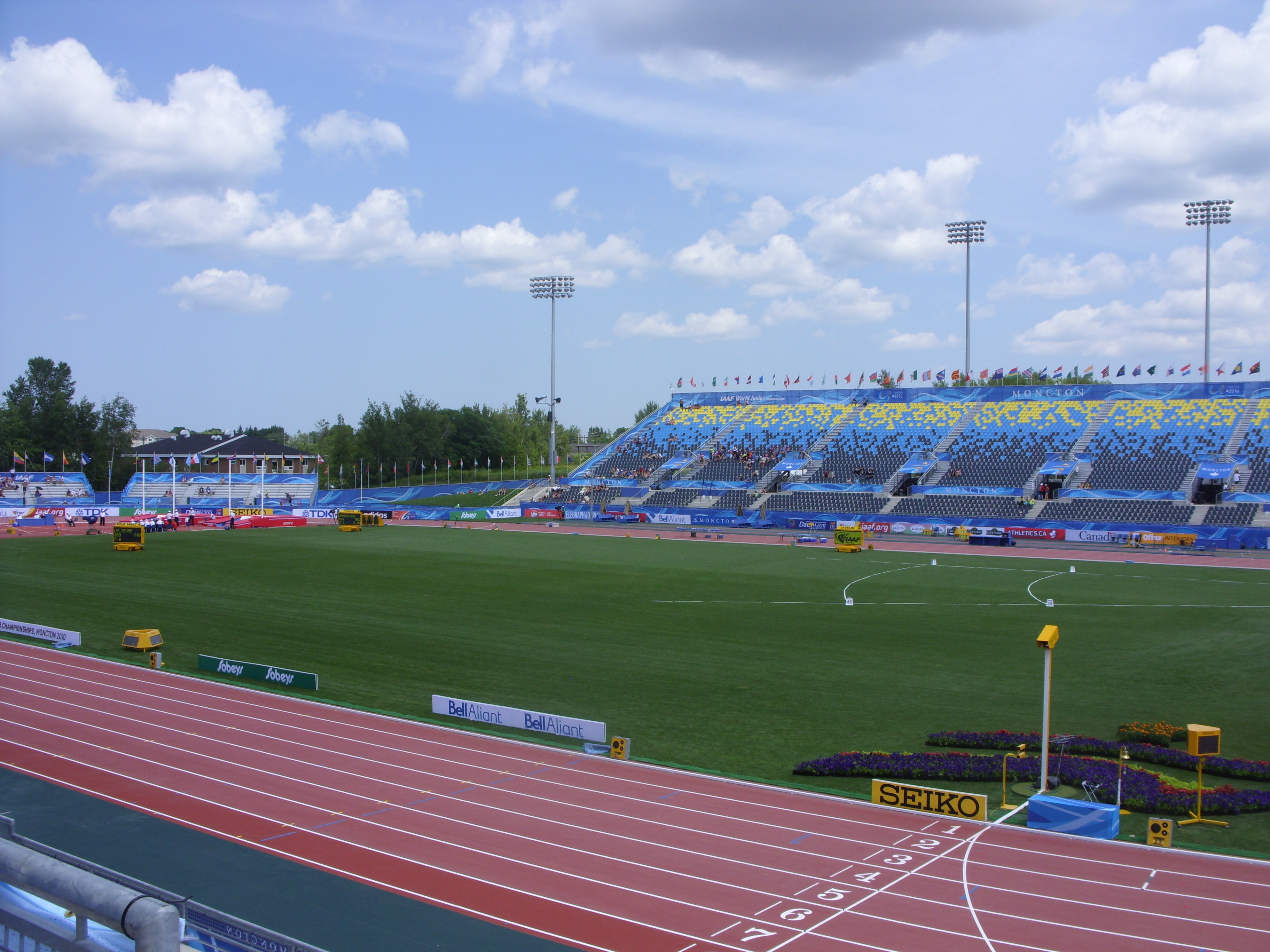
Moncton Stadium

13. mistrovství světa juniorů v atletice se uskutečnilo ve dnech 19. – 25. červenc 2010 v kanadském Monctonu. Na programu bylo dohromady 44 disciplín (22 chlapeckých a 22 dívčích), které probíhaly na nově postaveném víceúčelovém sportovním stadionu tamní univerzity Moncton Stadium. Jeho kapacita činí 10 tisíc diváků. V Kanadě se juniorské mistrovství světa konalo již v roce 1988, kdy probíhalo ve městě Sudbury. V roce 2003 se poté v dalším kanadském městě Sherbrooke konalo MS v atletice do 17 let.
Šampionátu se zúčastnilo 1313 atletů (746 chlapců a 567 dívek) ze 163 států světa. Podle prvních předpokladů se MSJ mělo zúčastnit téměř 1500 atletů z více než 170 zemí. Podle IAAF bylo těsně před startem šampionátu ve startovních listinách 1416 atletů a atletek ze 170 zemí. Jednu z největších výprav vyslali Američané – 82 atletů a atletek. Česká výprava čítala 15 jmen.

## Výsledky

### Muži
| Disciplína        | Zlato                                                                             | Výkon    | Stříbro                                                         | Výkon    | Bronz                                                                  | Výkon    |
| 100 m             | Dexter Lee                                                                        | 10,21    | Charles Silmon                                                  | 10,23    | Jimmy Vicaut                                                           | 10,28    |
| 200 m             | Shōta Iizuka                                                                      | 20,67    | Alaksandr Linnik                                                | 20,89    | Aaron Brown                                                            | 21,00    |
| 400 m             | Kirani James                                                                      | 45,89    | Marcell Deák-Nagy                                               | 46,09    | Errol Nolan                                                            | 46,36    |
| 800 m             | David Mutinda Mutua                                                               | 1:46,41  | Casimir Loxsom                                                  | 1:46,57  | Robby Andrews                                                          | 1:47,00  |
| 1500 m            | Caleb Mwangangi Ndiku                                                             | 3:37,30  | Abderrahmane Anou                                               | 3:38,86  | Mohamad Al-Garni                                                       | 3:38,91  |
| 5000 m            | David Kiprotich Bett                                                              | 13:23,76 | John Kipkoech                                                   | 13:26,03 | Aziz Lahbabi                                                           | 13:28,92 |
| 10 000 m          | Dennis Chepkongin Masai                                                           | 27:53,88 | Gebretsadik Abraha                                              | 28:03,45 | Paul Kipchumba Lonyangata                                              | 28:14,55 |
| 110 m překážek    | Pascal Martinot-Lagarde                                                           | 13,52    | Vladimir Vukicevic                                              | 13,59    | Jack Meredith                                                          | 13,59    |
| 400 m překážek    | Jehue Gordon                                                                      | 49,30    | Takatoshi Abe                                                   | 49,46    | Leslie Murray                                                          | 50,22    |
| 3000 m překážek   | Jonathan Muia Ndiku                                                               | 8:23,48  | Albert Kiptoo Yator                                             | 8:33,55  | Jacob Araptany                                                         | 8:37,02  |
| Štafeta 4 × 100 m | Spojené státy americké Michael Granger Charles Silmon Eric Harris Oliver Bradwell | 38,93    | Jamajka Brandon Tomlinson Bernardo Brady Odean Skeen Dexter Lee | 39,55    | Trinidad a Tobago Jamol James Sabian Cox Moriba Morain Shermund Allsop | 39,72    |
| Štafeta 4 × 400 m | Spojené státy americké Joshua Mance Errol Nolan David Verburg Michael Berry       | 3:04,76  | Nigérie Japhet Samuel Tobi Ogunmola Jonathan Nmaju Salihu Isah  | 3:06,36  | Spojené království Nathan Wake Dan Putnam Sebastian Rodger Jack Green  | 3:06,49  |
| Chůze na 10 km    | Valerij Filipčuk                                                                  | 40:43,17 | Cchaj Ce-lin                                                    | 40:43,49 | Pjotr Bogatyrjov                                                       | 40:50,37 |
| Skok do výšky     | Mutaz Essa Baršim                                                                 | 2,30 m   | David Smith                                                     | 2,24 m   | Naoto Tobe                                                             | 2,21 m   |
| Skok o tyči       | Anton Ivakin                                                                      | 5,50 m   | Claudio Stecchi                                                 | 5,40 m   | Andrew Sutcliffe                                                       | 5,35 m   |
| Skok daleký       | Luvo Manyonga                                                                     | 7,99 m   | Eusebio Cáceres                                                 | 7,90 m   | Taylor Stewart                                                         | 7,63 m   |
| Trojskok          | Alexej Fjodorov                                                                   | 16,68 m  | Ernesto Revé                                                    | 16,47 m  | Omar Craddock                                                          | 16,23 m  |
| Vrh koulí         | Jacko Gill                                                                        | 20,76 m  | Božidar Antunović                                               | 20,20 m  | Ting Jung-cheng                                                        | 20,14 m  |
| Hod diskem        | Andrius Gudžius                                                                   | 63,78 m  | Andrei Gag                                                      | 61,85 m  | Julian Wruck                                                           | 61,09 m  |
| Hod kladivem      | Conor McCullough                                                                  | 80,79 m  | Ákos Hudi                                                       | 78,37 m  | Alaa El-Din El-Ashry                                                   | 76,66 m  |
| Hod oštěpem       | Till Wöschler                                                                     | 82,52 m  | Genki Dean                                                      | 76,44 m  | Dmitrij Tarabin                                                        | 76,42 m  |
| Desetiboj         | Kévin Mayer                                                                       | 7 928    | Ilja Škurenjov                                                  | 7 830    | Marcus Nilsson                                                         | 7 751    |

### Ženy
| Disciplína        | Zlato                                                                                | Výkon    | Stříbro                                                                          | Výkon    | Bronz                                                                     | Výkon    |
| 100 m             | Jodie Williams                                                                       | 11,40    | Takeia Pinckney                                                                  | 11,49    | Jamile Samuel                                                             | 11,56    |
| 200 m             | Stormy Kendrick                                                                      | 22,99    | Jodie Williams                                                                   | 23,19    | Jamile Samuel                                                             | 23,27    |
| 400 m             | Shaunae Millerová                                                                    | 52,52    | Margaret Etim                                                                    | 53,05    | Bianca Răzor                                                              | 53,17    |
| 800 m             | Elena Mirela Lavric                                                                  | 2:01,85  | Cherono Koech                                                                    | 2:02,29  | Annet Negesa                                                              | 2:02,51  |
| 1500 m            | Tizita Bogale                                                                        | 4:08,06  | Ciara Mageean                                                                    | 4:09,51  | Nancy Chepkwemoi                                                          | 4:11,04  |
| 3000 m            | Mercy Cherono                                                                        | 8:55,07  | Emebet Anteneh                                                                   | 8:55,24  | Layeş Abdullayeva                                                         | 8:55,33  |
| 5000 m            | Genzebe Dibabaová                                                                    | 15:08,06 | Mercy Cherono                                                                    | 15:09,19 | Alice Aprot Nawowuna                                                      | 15:17,39 |
| 100 m překážek    | Isabelle Pedersen                                                                    | 13,30    | Jenna Pletsch                                                                    | 13,35    | Miriam Hehl                                                               | 13,46    |
| 400 m překážek    | Věra Rudakovová                                                                      | 57,16    | Evonne Britton                                                                   | 57,32    | Shiori Miki                                                               | 57,74    |
| 3000 m překážek   | Purity Cherotich Kirui                                                               | 9:36,34  | Birtukan Adamu                                                                   | 9:43,23  | Lucia Kamene Muangi                                                       | 9:43,71  |
| Štafeta 4 × 100 m | Spojené státy americké Stormy Kendrick Takeia Pinckney Dezerea Bryant Ashley Collier | 43,44    | Německo Nadja Bahl Leena Günther Tatjana Pinto Stefanie Pähler                   | 43,74    | Nizozemsko Dafne Schippersová Loreanne Kuhurima Eva Lubbers Jamile Samuel | 44,09    |
| Štafeta 4 × 400 m | Spojené státy americké Diamond Dixon Stacey-Ann Smith Laura Roesler Regina George    | 3:31,20  | Nigérie Nkiruka Florence Uwakwe Bukola Abogunloko Chizoba Okodogbe Margaret Etim | 3:31,84  | Jamajka Jody Ann Muir Janeive Russell Natoya Goule Chris-Ann Gordon       | 3:32,24  |
| Chůze na 10 km    | Jelena Lašmanovová                                                                   | 44:11,90 | Anna Lukjanovová                                                                 | 44:17,98 | Kumiko Okada                                                              | 45:56,15 |
| Skok do výšky     | Marija Vuković                                                                       | 1,91 m   | Airinė Palšytė                                                                   | 1,89 m   | Elena Vallortigara                                                        | 1,89 m   |
| Skok o tyči       | Angelica Bengtssonová                                                                | 4,25 m   | Victoria von Eynatten                                                            | 4,20 m   | Holly Bleasdaleová                                                        | 4,15 m   |
| Skok daleký       | Irisdaymi Herrera                                                                    | 6,41 m   | Wang Wu-pchin                                                                    | 6,23 m   | Marharyta Tverdochlib                                                     | 6,20 m   |
| Trojskok          | Dailenys Alcántara                                                                   | 14,09 m  | Laura Samuel                                                                     | 13,75 m  | Teng Li-na                                                                | 13,72 m  |
| Vrh koulí         | Meng Čchien-čchien                                                                   | 16,94 m  | Cchuej Šuang                                                                     | 16,13 m  | Jevgenija Smirnovová                                                      | 15,75 m  |
| Hod diskem        | Yaime Pérezová                                                                       | 56,01 m  | Erin Pendleton                                                                   | 54,96 m  | Julija Kurylo                                                             | 53,96 m  |
| Hod kladivem      | Sophie Hitchonová                                                                    | 66,01 m  | Barbara Špiler                                                                   | 65,28 m  | Čang Li                                                                   | 63,96 m  |
| Hod oštěpem       | Sanni Utriainen                                                                      | 56,69 m  | Līna Mūze                                                                        | 56,64 m  | Tazmin Brits                                                              | 54,55 m  |
| Sedmiboj          | Dafne Schippersová                                                                   | 5 967    | Sara Gambetta                                                                    | 5 770    | Helga Margrét Thorsteinsdóttir                                            | 5 706    |

## Medailové pořadí
| Umístění | Stát                      | Zlato | Stříbro | Bronz | Celkem |
| -------- | ------------------------- | ----- | ------- | ----- | ------ |
| 1.       | Keňa                      | 7     | 4       | 4     | 15     |
| 2.       | Spojené státy americké    | 6     | 6       | 3     | 15     |
| 3.       | Rusko                     | 5     | 2       | 3     | 10     |
| 4.       | Kuba                      | 3     | 1       | 0     | 4      |
| 5.       | Etiopie                   | 2     | 3       | 0     | 5      |
| 6.       | Spojené království        | 2     | 2       | 4     | 8      |
| 7.       | Francie                   | 2     | 0       | 1     | 3      |
| 8.       | Německo                   | 1     | 4       | 1     | 6      |
| 9.       | Čína                      | 1     | 3       | 3     | 7      |
| 10.      | Japonsko                  | 1     | 2       | 3     | 6      |
| 11.      | Rumunsko                  | 1     | 1       | 1     | 3      |
| 11.      | Jamajka                   | 1     | 1       | 1     | 3      |
| 13.      | Litva                     | 1     | 1       | 0     | 2      |
| 13.      | Norsko                    | 1     | 1       | 0     | 2      |
| 15.      | Nizozemsko                | 1     | 0       | 3     | 4      |
| 16.      | Katar                     | 1     | 0       | 1     | 2      |
| 16.      | Jihoafrická republika     | 1     | 0       | 1     | 2      |
| 16.      | Švédsko                   | 1     | 0       | 1     | 2      |
| 16.      | Trinidad a Tobago         | 1     | 0       | 1     | 2      |
| 20.      | Bahamy                    | 1     | 0       | 0     | 1      |
| 20.      | Černá Hora                | 1     | 0       | 0     | 1      |
| 20.      | Finsko                    | 1     | 0       | 0     | 1      |
| 20.      | Grenada                   | 1     | 0       | 0     | 1      |
| 20.      | Nový Zéland               | 1     | 0       | 0     | 1      |
| 26.      | Nigérie                   | 0     | 3       | 0     | 3      |
| 27.      | Maďarsko                  | 0     | 2       | 0     | 2      |
| 28.      | Itálie                    | 0     | 1       | 1     | 2      |
| 29.      | Alžírsko                  | 0     | 1       | 0     | 1      |
| 29.      | Bělorusko                 | 0     | 1       | 0     | 1      |
| 29.      | Irsko                     | 0     | 1       | 0     | 1      |
| 29.      | Lotyšsko                  | 0     | 1       | 0     | 1      |
| 29.      | Slovinsko                 | 0     | 1       | 0     | 1      |
| 29.      | Srbsko                    | 0     | 1       | 0     | 1      |
| 29.      | Španělsko                 | 0     | 1       | 0     | 1      |
| 36.      | Kanada                    | 0     | 0       | 2     | 2      |
| 36.      | Uganda                    | 0     | 0       | 2     | 2      |
| 36.      | Ukrajina                  | 0     | 0       | 2     | 2      |
| 39.      | Americké Panenské ostrovy | 0     | 0       | 1     | 1      |
| 39.      | Austrálie                 | 0     | 0       | 1     | 1      |
| 39.      | Ázerbájdžán               | 0     | 0       | 1     | 1      |
| 39.      | Egypt                     | 0     | 0       | 1     | 1      |
| 39.      | Island                    | 0     | 0       | 1     | 1      |
| 39.      | Maroko                    | 0     | 0       | 1     | 1      |
| Celkem   | Celkem                    | 44    | 44      | 44    | 132    |